# الأشرف الرسولي بن الأفضل
 الأشرف إسماعيل بن عباس بن علي  أو الأشرف إسماعيل بن العباس (1360 - 1400) هو سابع ملوك الدولة الرسولية في اليمن، حكم في الفترة (1376 – 1400 م). وتولى الحكم وعمرة 17 عاماً. توفي الملك الأشرف إسماعيل بن العباس بمدينة تعز سنة 803هـ الموافق لـ1400م.

## مؤلفاته
- العسجد المسبوك والجوهر المحبوك في أخبار الخلفاء والملوك.[2]
- العقود اللؤلؤية في أخبار الدولة الرسولية.
- فكهة الزمن ومفاكهة الأدب والفنن في أخبار من ملك اليمن.
- طرفة الأصحاب في معرفة الأنساب.

## مآثره المعمارية
- المدرسة الأشرفية الكبرى بمدينة تعز.
- جامع المملاح.
- ترميم المنشأت الدينية والتعليمية في مدينة زبيد.

## رثاء الملك إسماعيل بن العباس
قال ابن المقري